# Гаджибеков, Назим Мамед оглы
Назим Мамед оглы Гаджибеков (азерб. Nazim Məmməd oğlu Hacıbəyov; 8 февраля 1928, Баку — 23 марта 2020, Баку) — азербайджанский и советский архитектор. Заслуженный архитектор Азербайджанской ССР (1979), лауреат Государственной премии Азербайджанской ССР (1982).

## Биография
Назим Мамед оглы Гаджибеков родился 8 февраля 1928 года в Баку. В 1951 году окончил Среднеазиатский политехнический институт (ныне — Ташкентский государственный технический университет). В 1950—1960-х работал в Узбекской ССР. По его проекту в Ташкенте был построен Дом отдыха «Чагатай», в Фергане — гостиница «Фергана», в Кисловодске — здание санатория «Узбекситан».
С конца 1960-х годов Гаджибеков работал в Баку. С 1970 по 1983 год был директором Проектного института планирования города Баку и жилищно-коммунального строительства. С 1973 года был членом КПСС. В 1979 году Назиму Гаджибекову было присвоено звание Заслуженного архитектора Азербайджанской ССР.
Совместно с другими архитекторами Гаджибеков спроектировал в Баку жилой массив Ахмедли (1970—1972), здание дворца «Гюлистан» (1972). В 1982 году за архитектуру Дворца его архитектору Назиму Гаджибекову, а также архитекторам Афизу Амирханову, Ф. Рустамбекову и Т. Щаринскому была присуждена Государственная премия Азербайджанской ССР. С 1983 года Гаджибеков был первым заместителем председателя Совета управления Союза архитекторов Азербайджана.
В 2000 году Гаджибеков был награжден орденом «Слава». В 2003 году Гаджибекову была присуждена персональная пенсия президента Азербайджана.
Скончался Назим Гаджибеков 23 марта 2020 года.